# Phaenonotum rotundulum
Phaenonotum rotundulum är en skalbaggsart som beskrevs av Sharp 1882. Phaenonotum rotundulum ingår i släktet Phaenonotum och familjen palpbaggar. Inga underarter finns listade i Catalogue of Life.